# Microsoft Works
Microsoft Works je již nevyvíjený kancelářský balík Microsoftu uvedený na trh v roce 1988 (před 37 lety, verze pro DOS o rok dříve). Obsahuje textový procesor, tabulkový procesor a databázi. Starší verze obsahovaly emulátor terminálu, novější kalendář a slovník. Nejnovější verze 9 vyšla 28. září 2007. V roce 2009 Microsoft oznámil, že Works přestal vyvíjet a jeho místo zaujímá Office 2010 Starter Edition. Works používá své vlastní formáty, .wps pro textové soubory, .wks pro tabulky, a .wdb pro databáze, pracovat ale umí i s dalšími formáty včetně .doc nebo .xls a prostřednictvím pluginu Office System Compatibility Pack také Office Open XML. Balík je méně vybavený funkcemi než Office, funkcionalita textového procesoru je mezi WordPadem a Wordem.

## Historie verzí

### Works pro MS-DOS
- Microsoft Works 1.05
- Microsoft Works 1.12
- Microsoft Works 2.0 a 2.00a
- Microsoft Works 3.0, 3.0a a 3.0b

### Works pro Mac OS
- Microsoft Works 1.0
- Microsoft Works 2.0
- Microsoft Works 3.0
- Microsoft Works 4.0

### Works pro Microsoft Windows
- Microsoft Works 2.0 a 2.0a (Windows 3.x)
- Microsoft Works 3.0, 3.0a a 3.0b (Windows 3.x)
- Microsoft Works 4.0, 4.0a, 4.5 a 4.5a (Windows 95)
- Microsoft Works 2000 (v.5) (Microsoft Works Suite 2000)
- Microsoft Works 6.0 – poslední verze pro Windows 95 (Microsoft Works Suite 2001 a 2002)
- Microsoft Works 7.0 – poslední verze pro Windows 98 (Microsoft Works Suite 2003 a 2004)
- Microsoft Works 8.0 (Microsoft Works Suite 2005) – poslední verze pro Windows 98 SE/Me/2000
- Microsoft Works 8.5
- Microsoft Works 9.0 (Microsoft Works Plus 2008) – první verze plně kompatibilní se všemi verzemi Windows Vista